# 2595 км
2595 км — железнодорожный остановочный пункт (населённый пункт) в Называевском районе Омской области России. Входит в состав Черемновского сельского поселения.

## География
Населённый пункт находится в западной части Омской области, на расстоянии примерно 29 км к юго-востоку от города Называевск, административного центра района.

### Часовой пояс
Железнодорожный остановочный пункт 2595 км, как и вся Омская область, находится в часовой зоне МСК+3. Смещение применяемого времени относительно UTC составляет +6:00.

## История
Основан в 1913 году. В 1928 году казарма ж.д. 451 км состояла из 8 хозяйств, основное население — русские. В административном отношении находилась в составе Черемновского сельсовета Называевского района Омского округа Сибирского края.
В соответствии с Законом Омской области от 30 июля 2004 года № 548-ОЗ «О границах и статусе муниципальных образований Омской области»  железнодорожный остановочный пункт 2595 км вошёл в состав образованного Черемновского сельского поселения.

## Население
| 1926 | 2002 | 2010 |
| ---- | ---- | ---- |
| 28   | ↗57  | ↘39  |

## Улицы
В населённом пункте имеются две улицы: Вокзальная и Путевая.

## Инфраструктура
Действовал железнодорожный путевой пост.